# Alex Ribeiro
Alexandre „Alex” Dias Ribeiro (ur. 7 listopada 1948 w Belo Horizonte) – brazylijski kierowca Formuły 1.

## Wyniki w Formule 1
| Legenda oznaczeń w tabelach wyników Wyświetl szablon na nowej stronie | Legenda oznaczeń w tabelach wyników Wyświetl szablon na nowej stronie                                                                     |
| Oznaczenie                                                            | Wyjaśnienie |
| --------------------------------------------------------------------- | --- |
| Złoty                                                                 | Zwycięzca lub mistrzostwo |
| Srebrny                                                               | 2. miejsce lub wicemistrzostwo |
| Brązowy                                                               | 3. miejsce lub II wicemistrzostwo |
| Zielony                                                               | Ukończył, punktował (w klasyfikacji generalnej, gdy zdobył co najmniej jeden punkt na przestrzeni sezonu, poza trzema powyższymi opcjami) |
| Niebieski                                                             | Ukończył, nie punktował (w klasyfikacji generalnej, gdy nie zdobył co najmniej jednego punktu na przestrzeni sezonu)                      |
| Czerwony                                                              | Nie zakwalifikował się (NZ) |
| Czerwony                                                              | Nie prekwalifikował się (NPK) |
| Różowy                                                                | Nie ukończył (NU) |
| Różowy                                                                | Niesklasyfikowany (NS) (w klasyfikacji generalnej, gdy nie został sklasyfikowany w żadnym wyścigu sezonu)                                 |
| Czarny                                                                | Zdyskwalifikowany (DK) |
| Czarny                                                                | Wykluczony (WYK/EX) |
| Biały                                                                 | Nie wystartował (NW) |
| Biały                                                                 | Kontuzjowany (K/INJ) |
| Biały                                                                 | Wyścig odwołany (OD/C) |
| Bez koloru                                                            | Został wycofany (WYC/WD) |
| Bez koloru                                                            | Nie przybył (NP/DNA) |
| Bez koloru                                                            | Nie brał udziału w treningach (NT/DNP) |
| Bez koloru                                                            | Nie został zgłoszony (–) |
| Pogrubienie                                                           | Start z pole position |
| Kursywa                                                               | Najszybsze okrążenie wyścigu |
| †                                                                     | Nie ukończył, ale jego rezultat został zaliczony ze względu na przejechanie więcej niż 90% dystansu wyścigu.                              |
| *                                                                     | Sezon w trakcie |
| 1/2/3                                                                 | Punktowana pozycja w sprincie kwalifikacyjnym                                                                                             |
| Lista systemów punktacji Formuły 1                                    | |

| Rok  | Zespół                 | Samochód       | Silnik      | 1      | 2      | 3      | 4      | 5      | 6      | 7      | 8      | 9      | 10     | 11    | 12     | 13     | 14     | 15     | 16    | 17     | Pozycja | Punkty |
| ---- | ---------------------- | -------------- | ----------- | ------ | ------ | ------ | ------ | ------ | ------ | ------ | ------ | ------ | ------ | ----- | ------ | ------ | ------ | ------ | ----- | ------ | ------- | ------ |
| 1976 | Hesketh Racing         | Hesketh 308D   | Cosworth V8 | BRA -  | RPA -  | USW -  | ESP -  | BEL -  | MON -  | SWE -  | FRA -  | GBR -  | DEU -  | AUT - | HOL -  | ITA -  | KAN -  | USA 12 | JAP - |        | NS      | 0      |
| 1977 | Hollywood March Racing | March 761B     | Cosworth V8 | ARG NU | BRA NU | RPA NU | USW NU | ESP NZ | MON NZ | BEL NZ | SWE NZ | FRA NZ | GBR NZ | DEU 8 | AUT NZ | NED 11 | ITA NZ | USA 15 | CAN 8 | JPN 12 | NS      | 0      |
| 1979 | Fittipaldi Automotive  | Fittipaldi F6A | Cosworth V8 | ARG -  | BRA -  | RPA -  | USW -  | ESP NZ | BEL -  | MON -  | FRA -  | GBR -  | GER -  | AUT - | NED -  | ITA -  | USA NZ | KAN NZ |       |        | NS      | 0      |